# Sidfot

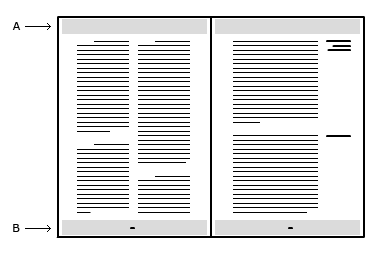
Sidfoten (B) kallas den nedersta delen av en sida.

Sidfot benämns den nedersta delen av en bok- eller dokumentsida. I sidfoten skrivs normalt paginan (d.v.s. sidnumreringen).